# Coisinha do Pai
Coisinha do Pai é um samba composto por Jorge Aragão, Almir Guineto e Luiz Carlos, que fez sucesso na voz de Beth Carvalho. A música foi lançada no álbum "Beth Carvalho no Pagode", de 1979, e logo adentrou nas paradas de sucesso, tocando à exaustão nas rádios.
Foi regravada com igual êxito por Jorge Aragão, mas jamais por Almir Guineto.

## Reprodução em Marte
Em 1997, a música foi gravada por Elba Ramalho e Jair Rodrigues no CD "Casa de samba 1". Foi esta versão que, em 1997, foi tocada no espaço sideral, quando a engenheira brasileira da Nasa, Jacqueline Lyra, colocou "Coisinha do Pai" para ‘acordar’ o robô Sojourner em Marte.
Em 1998, Beth Carvalho incluiu em seu disco "Pérolas do pagode" a composição "Samba de Marte", onde os autores, que a composeram especialmente para a cantora, registaram a história de como a música "Coisinha do pai" chegou ao planeta Marte.

## Cultura popular
- EM 1979, pouco depois de seu lançamento, a música foi apresentada pela primeira vez na TV em um episódio de Os Trapalhões[7]
- Em 2018, o programa “Zorra Total” fez uma sátira dessa música para zombar de Michel Temer.[8]